# Lijst Salman Noordwijk
Lijst Salman Noordwijk is een lokale politieke partij uit de Nederlandse gemeente Noordwijk.

## Ontstaansgeschiedenis
Lijst Salman is in 2012 opgericht door Dennis Salman. Salman was sinds 2006 politiek actief binnen de lokale Noordwijkse partij JES. Bij de verkiezingen van 2010 ging JES samen met de VVD onder de naam VVD/JES. Salman werd bij deze verkiezingen met voorkeurstemmen in de gemeenteraad gekozen. In 2012 eindigde de samenwerking tussen Salman en VVD/JES. Salman had openlijk zijn kritiek geuit over de burgemeester en het optreden van de politie tijdens rellen in het lokale uitgaansgebied 'de Grent'. VVD/JES was toen een coalitiepartij en bleef in tegenstelling tot Salman achter de burgemeester staan en zette hem daarom uit de partij. Dennis Salman bleef in de gemeenteraad als eenmansfractie onder de naam Lijst Salman Noordwijk.

## Gemeenteraadsverkiezingen 2014
Bij de gemeenteraadsverkiezingen van 2014 deed Lijst Salman Noordwijk mee na een samenvoeging met Liberaal Noordwijk/Wat Noordwijk Wil. Lijsttrekker was Dennis Salman. Tijdens deze verkiezingen behaalde de partij 3 raadszetels.
Samen met Puur Noordwijk, PvdA/GroenLinks en D66 vormt Lijst Salman Noordwijk een coalitie. Collegewethouder vanuit de partij is Dennis Salman met de portefeuille Maatschappij en Leefomgeving.

## Samenwerking met Noordwijk Zelfstandig
In november 2015 is Lijst Salman Noordwijk gaan samenwerken met Noordwijk Zelfstandig. Noordwijk Zelfstandig was tot dan toe een lokale oppositiepartij met twee raadszetels. Een van de twee raadsleden van Noordwijk Zelfstandig is voor de samenwerking uit de partij gestapt en heeft zich aangesloten bij het CDA. Het andere raadslid is samen met Noordwijk Zelfstandig de samenwerking aangegaan met Lijst Salman Noordwijk.
Onder de naam Lijst Salman Noordwijk Zelfstandig hebben de partijen samen 4 zetels in de gemeenteraad.